# کروکت
کروکت (به انگلیسی: Croquet) اواسط قرن ۱۹ در جزایر بریتانیا به ثبت رسید و بسیاری از کشورهای دیگر این ورزش را در حوزه ورزشی خود به ثبت رساندند. در حال حاضر فدراسیون جهانی کروکت در کشور انگلستان تحت عنوان WCF مشغول به فعالیت می‌باشند.
مسئولیت اصلی WCF برگزاری مسابقات قهرمانی جهان وضع قوانین و نظارت بر اجرای آن در کشورهای عضو می‌باشد. تعداد اعضای فدراسیون جهانی کروکت ۳۰ عضو می‌باشد که تعداد ۱۰ عضو کامل و ۱۱ نفر از اعضای وابسته و ۹ عضو ناظر هستند. پس از سال‌ها بازی غیررسمی در ایران، در سال۱۳۹۵ رشته ورزشی کروکت توسط عباس ولی خانی در وزارت ورزش و جوانان جمهوری اسلامی ایران به ثبت رسید.

## رشته‌های زیر مجموعه کروکت
· Association Croquet
· Golf Croquet
· Short Croquet
· Two-ball Croquet
· U.S. Six-wicket Croquet
· U.S. Nine-wicket Croquet
· Garden Croquet
· Extreme Croquet
· Ancient Croquet
· Gate ball

## تجهیزات ورزش کروکت
تجهیزات ورزش کروکت عبارتند از: ۱. زمین چمن ۲. مالت ۳. توپ ۴. دروازه ۵. پرچم وسط.

### زمین چمن
با توجه به نوع ورزش کروکت ابعاد زمین مورد نیاز متفاوت است، به عنوان مثال در رشته ورزشی GC ابعاد زمین به طول ۳۲ متر و به عرض ۶/۲۵ متر می‌باشد. جنس زمین می‌تواند چمن طبیعی، چمن مصنوعی و خاک رس باشد.

### مالت
وسیله‌ای که برای ضربه‌زدن به توپ از آن استفاده می‌شود که هر بازیکن در بازی مالت مخصوص به خود را دارد که غالباً جنس آن از چوب می‌باشد.

### توپ
جنس آن از پلاستیک می‌باشد و در بازی هر بازیکن توپ مخصوص به خود را دارد و مجاز است تنها به توپ خود ضربه بزند.

### دروازه
جنس آن از آهن می‌باشد و با توجه به نوع بازی تعداد قابل استفاده در هر بازی متفاوت است. به عنوان مثال در GC تعداد دروازه قابل استفاده ۶ عدد می‌باشد.

### پرچم وسط
وسیله‌ای چوبی که محل قرار گرفتن آن در زمین، با توجه به نوع بازی متفاوت است.